# Suka Banjar (Ngambur)
Suka Banjar is een bestuurslaag in het regentschap Lampung Barat van de provincie Lampung, Indonesië. Suka Banjar telt 2377 inwoners (volkstelling 2010).